# آی‌سی ۱۶۷
آی‌سی ۱۶۷ یک کهکشان‌ است.